# Homaroides spiniventris
Homaroides spiniventris är en tvåvingeart som beskrevs av Malloch 1933. Homaroides spiniventris ingår i släktet Homaroides och familjen prickflugor. Inga underarter finns listade i Catalogue of Life.